# Kings Cup (Snooker)
Der Kings Cup war ein Anfang der 1990er-Jahre dreimal als professionelles Einladungsturnier in Bangkok ausgerichtetes Snookerturnier.

## Geschichte
Das Turnier wurde vom thailändischen Fernsehkanal Chanel 9 initiiert, um für den thailändischen Markt die exklusive TV-Ausstrahlung eines extra in Thailand ausgerichteten Turnieres zu haben. Zum ersten Turnier im Dezember 1992 wurden 16 Spieler eingeladen, 15 regionale Spieler und der Engländer Nigel Bond. 12 Spieler starteten das Turnier mit einer Gruppenphase mit vier Gruppen je drei Spieler. Die Gruppensieger trafen im Viertelfinale auf je einen der übrigen vier Spieler, die dann im K.-o.-System den Turniersieger ermittelten. Das in den TV-Studios von Chanel 9 gespielte Turnier gewann Bond mit einem Sieg über James Wattana; der Engländer erhielt wie jeder der zwei folgenden Sieger 2.500 Pfund Sterling als Preisgeld.
Zwei weitere Ausgaben fanden in den folgenden beiden Jahren in der Adventszeit statt. Bei beiden Ausgaben konnten mehr europäische Spieler gewonnen werden als beim ersten Mal, im Gegenzug wurde die Gruppenphase abgeschafft. 1992 siegte Lokalmatador James Wattana, die letzte Ausgabe 1994, die als einzige nicht in den TV-Studios, sondern im Thai/Japan Youth Centre ausgetragen wurde, gewann der Schotte Billy Snaddon.
| Jahr                          | Austragungsort                | Sieger                        | Ergebnis                      | Finalist                      | Sponsor                       | Saison                        |
| Kings Cup – Einladungsturnier | Kings Cup – Einladungsturnier | Kings Cup – Einladungsturnier | Kings Cup – Einladungsturnier | Kings Cup – Einladungsturnier | Kings Cup – Einladungsturnier | Kings Cup – Einladungsturnier |
| ----------------------------- | ----------------------------- | ----------------------------- | ----------------------------- | ----------------------------- | ----------------------------- | ----------------------------- |
| 1992                          | Bangkok                       | Nigel Bond                    | 8:7                           | James Wattana                 | –                             | 1992/93                       |
| 1993                          | Bangkok                       | James Wattana                 | 8:3                           | Darren Morgan                 | –                             | 1993/94                       |
| 1994                          | Bangkok                       | Billy Snaddon                 | 8:4                           | Noppadon Noppachorn           | –                             | 1994/95                       |